# Alyssum minutum
Alyssum minutum är en korsblommig växtart som beskrevs av Schlecht. och Dc. Alyssum minutum ingår i släktet stenörter, och familjen korsblommiga växter. Inga underarter finns listade i Catalogue of Life.